# Andrés Molteni
Andrés Molteni (15 maart 1988) is een tennisspeler uit Argentinië. Hij heeft acht ATP-toernooien gewonnen in het dubbelspel. Hij heeft één challenger in het enkelspel en zeventien in het dubbelspel op zijn naam staan.

## Palmares
| Legenda                       | Legenda               |
| ----------------------------- | --------------------- |
| Grand Slam                    |                       |
| Olympische Spelen             |                       |
| tot 2009                      | vanaf 2009            |
| Tennis Masters Cup            | ATP Finals            |
| ATP Masters Series            | ATP Tour Masters 1000 |
| ATP International Series Gold | ATP Tour 500          |
| ATP International Series      | ATP Tour 250          |

### Enkelspel
| Nr.                  | Datum        | Toernooi | Ondergrond | Tegenstander in finale | Score       | Details |
| -------------------- | ------------ | -------- | ---------- | ---------------------- | ----------- | ------- |
| Gewonnen challengers |              |          |            |                        |             |         |
| 1.                   | 6 maart 2011 | Salinas  | Gravel     | Horacio Zeballos       | 7-5, 7-6(4) |         |

### Dubbelspel
| Nr.                              | Datum             | Toernooi             | Ondergrond    | Partner                 | Tegenstanders in finale                   | Score                  | Details |
| -------------------------------- | ----------------- | -------------------- | ------------- | ----------------------- | ----------------------------------------- | ---------------------- | ------- |
| Gewonnen finales herendubbel     |                   |                      |               |                         |                                           |                        |         |
| 1.                               | 7 augustus 2016   | ATP Atlanta          | Hardcourt     | Horacio Zeballos        | Johan Brunström Andreas Siljeström        | 7-6(2), 6-4            | Details |
| 2.                               | 27 mei 2017       | ATP Lyon             | Gravel        | Adil Shamasdin          | Marcus Daniell Marcelo Demoliner          | 6-3, 3-6, [10-5]       | Details |
| 3.                               | 23 juli 2017      | ATP Umag             | Gravel        | Guillermo Durán         | Marin Draganja Tomislav Draganja          | 6-3, 6-7(4), [10-6]    | Details |
| 4.                               | 18 februari 2018  | ATP Buenos Aires (1) | Gravel        | Horacio Zeballos        | Juan Sebastián Cabal Robert Farah Maksoud | 6-3, 5-7, [10-3]       | Details |
| 5.                               | 4 augustus 2018   | ATP Kitzbühel        | Gravel        | Roman Jebavý            | Daniele Bracciali Federico Delbonis       | 6-2, 6-4               | Details |
| 6.                               | 10 februari 2019  | ATP Córdoba (1)      | Gravel        | Roman Jebavý            | Máximo González Horacio Zeballos          | 6-4, 7-6(4)            | Details |
| 7.                               | 26 september 2021 | ATP Nur-Sultan       | Hardcourt (i) | Santiago González       | Jonathan Erlich Andrei Vasilevski         | 6-1, 6-2               | Details |
| 8.                               | 13 november 2021  | ATP Stockholm        | Hardcourt (i) | Santiago González       | Aisam-ul-Haq Qureshi Jean-Julien Rojer    | 6-2, 6-2               | Details |
| 9.                               | 6 februari 2022   | ATP Córdoba (2)      | Gravel        | Santiago González       | Andrej Martin Samuel Weissborn            | 7-5, 6-3               | Details |
| 10.                              | 13 februari 2022  | ATP Buenos Aires (2) | Gravel        | Santiago González       | Fabio Fognini Horacio Zeballos            | 6-1, 6-1               | Details |
| 11.                              | 16 oktober 2022   | ATP Gijón            | Hardcourt (i) | Santiago González       | Nathaniel Lammons Jackson Withrow         | 6-7(6), 7-6(4), [10-5] | Details |
| 12.                              | 12 februari 2023  | ATP Córdoba          | Gravel        | Máximo González         | Nathaniel Lammons Sadio Doumbia           | 6–4, 6–4               | details |
| 13.                              | 26 februari 2023  | ATP Rio de Janeiro   | Gravel        | Máximo González         | Juan Sebastián Cabal Marcelo Melo         | 6–1, 7–6(3)            | details |
| 14.                              | 23 april 2023     | ATP Barcelona        | Gravel        | Máximo González         | Wesley Koolhof Neal Skupski               | 6–3, 6–7(8), [10–4]    | details |
| 15.                              | 6 augustus 2023   | ATP Washington       | Hardcourt     | Máximo González         | Mackenzie McDonald Ben Shelton            | 6–7(4), 6–2, [10–8]    | details |
| 16.                              | 20 augustus 2023  | ATP Cincinnati       | Hardcourt     | Máximo González         | Jamie Murray Michael Venus                | 3–6, 6–1, [11–9]       | details |
| Verloren finales herendubbel     |                   |                      |               |                         |                                           |                        |         |
| 1.                               | 1 mei 2016        | ATP Istanboel        | Gravel        | Diego Schwartzman       | Flavio Cipolla Dudi Sela                  | 3-6, 7-5, [7-10]       | Details |
| 2.                               | 29 april 2018     | ATP Boedapest        | Gravel        | Matwé Middelkoop        | Dominic Inglot Franko Škugor              | 7-6(8), 1-6, [8-10]    | Details |
| 3.                               | 19 oktober 2019   | ATP Moskou           | Hardcourt (i) | Simone Bolelli          | Marcelo Demoliner Matwé Middelkoop        | 1-6, 2-6               | Details |
| 4.                               | 9 februari 2020   | ATP Córdoba          | Gravel        | Leonardo Mayer          | Marcelo Demoliner Matwé Middelkoop        | 3-6, 6-7(4)            | Details |
| 5.                               | 10 april 2021     | ATP Cagliari         | Gravel        | Simone Bolelli          | Lorenzo Sonego Andrea Vavassori           | 3-6, 4-6               | Details |
| 6.                               | 2 oktober 2022    | ATP Tel Aviv         | Hardcourt (i) | Santiago González       | Rohan Bopanna Matwé Middelkoop            | 2-6, 4-6               | Details |
| 7.                               | 30 oktober 2022   | ATP Wenen            | Hardcourt (i) | Santiago González       | Alexander Erler Lucas Miedler             | 3-6, 6-7(1)            | Details |
| Gewonnen challengers herendubbel |                   |                      |               |                         |                                           |                        |         |
| 1.                               | 7 augustus 2011   | Trani                | Gravel        | Jorge Aguilar           | Giulio Di Meo Stefano Ianni               | 6-4, 6-4               |         |
| 2.                               | 22 april 2012     | Santos (1)           | Gravel        | Marco Trungelliti       | Julio Silva Rogério Dutra da Silva        | 6-4, 6-3               |         |
| 3.                               | 17 november 2013  | Lima                 | Gravel        | Fernando Romboli        | Marcelo Demoliner Sergio Galdós           | 6-4, 6-4               |         |
| 4.                               | 27 april 2014     | Santos (2)           | Gravel        | Máximo González         | Guillermo Durán Renzo Olivo               | 7-5, 6-4               |         |
| 5.                               | 29 juni 2014      | Padua                | Gravel        | Roberto Maytín          | Guillermo Durán Máximo González           | 6-2, 3-6, [10-8]       |         |
| 6.                               | 1 februari 2015   | Bucaramanga          | Gravel        | Guillermo Durán         | Nicolas Barrientos Eduardo Struvay        | 7-5, 6-7(8), [10-0]    |         |
| 7.                               | 15 maart 2015     | Santiago             | Gravel        | Guido Pella             | Andrea Collarini Máximo González          | 7-6(7), 3-6, [10-4]    |         |
| 8.                               | 21 juni 2015      | Perugia (1)          | Gravel        | Andrea Collarini        | James Cerretani Costin Paval              | 6-3, 7-5               |         |
| 9.                               | 27 september 2015 | Campinas             | Gravel        | Hans Podlipnik Castillo | Guilherme Clezar Fabricio Neís            | 3-6, 6-2, [10-0]       |         |
| 10.                              | 4 oktober 2015    | Pereira              | Gravel        | Fernando Romboli        | Marcelo Arévalo Juan Sebastian Gomez      | 6-4, 7-6(12)           |         |
| 11.                              | 7 november 2015   | Guayaquil            | Gravel        | Guillermo Durán         | Gastão Elias Fabricio Neís                | 6-3, 6-4               |         |
| 12.                              | 12 juni 2016      | Caltanissetta        | Gravel        | Guido Andreozzi         | Marcelo Arévalo Miguel Ángel Reyes-Varela | 6-1, 6-2               |         |
| 13.                              | 19 juni 2016      | Perugia (2)          | Gravel        | Rogério Dutra da Silva  | Nicolas Barrientos Fabricio Neís          | 7-5, 6-3               |         |
| 14.                              | 20 november 2016  | Montevideo (1)       | Gravel        | Diego Schwartzman       | Fabiano De Paula Cristian Garín           | Walk-over              |         |
| 15.                              | 19 maart 2017     | Buenos Aires (1)     | Hardcourt     | Máximo González         | Guido Andreozzi Guillermo Durán           | 6-1, 6-7(6), [10-5]    |         |
| 16.                              | 10 juni 2017      | Prostějov            | Gravel        | Guillermo Durán         | Roman Jebavý Hans Podlipnik Castillo      | 7-6(5), 6-7(5), [10-6] |         |
| 17.                              | 1 oktober 2017    | Orléans              | Hardcourt (i) | Guillermo Durán         | Jonathan Eysseric Tristan Lamasine        | 6-3, 6-7(4), [13-11]   |         |
| 18.                              | 15 september 2019 | Szczecin (1)         | Gravel        | Guido Andreozzi         | Matwé Middelkoop Hans Podlipnik Castillo  | 6-4, 6-3               |         |
| 19.                              | 29 september 2019 | Buenos Aires (2)     | Gravel        | Guido Andreozzi         | Hugo Dellien Federico Zeballos            | 6-7(3), 6-2, [10-1]    |         |
| 20.                              | 10 november 2019  | Montevideo (2)       | Gravel        | Facundo Bagnis          | Orlando Luz Rafael Matos                  | 6-4, 5-7, [12-10]      |         |
| 21.                              | 13 september 2020 | Aix-en-Provence      | Gravel        | Hugo Nys                | Ariel Behar Gonzalo Escobar               | 6-4, 7-6(4)            |         |
| 22.                              | 18 april 2021     | Belgrado             | Gravel        | Guillermo Durán         | Tomislav Brkić Nikola Čačić               | 6-4, 6-4               |         |
| 23.                              | 19 september 2021 | Szczecin (2)         | Gravel        | Santiago González       | André Göransson Nathaniel Lammons         | 2-6, 6-2, [15-13]      |         |

## Resultaten grote toernooien
| Legenda | Legenda                          |
| ------- | -------------------------------- |
| g.t.    | geen toernooi gehouden           |
| l.c.    | lagere categorie                 |
| –       | niet deelgenomen                 |
| G       | uitgeschakeld in de groepsfase   |
| 1R      | uitgeschakeld in de eerste ronde |
| 2R      | uitgeschakeld in de tweede ronde |
| 3R      | uitgeschakeld in de derde ronde  |
| 4R      | uitgeschakeld in de vierde ronde |
| KF      | uitgeschakeld in de kwartfinale  |
| HF      | uitgeschakeld in de halve finale |
| F       | de finale verloren               |
| W       | het toernooi gewonnen            |
| w-v     | winst/verlies-balans             |

### Dubbelspel
| grandslamtoernooien  |    |      |      |      |      |      |      |      |
| Australian Open      | –  | 1R   | 1R   | 1R   | 3R   | 1R   | 1R   | 1R   |
| Roland Garros        | 2R | 3R   | 1R   | 1R   | 2R   | 1R   | 1R   | KF   |
| Wimbledon            | 1R | 1R   | 2R   | 1R   | g.t. | 1R   | 3R   | 2R   |
| US Open              | 2R | 1R   | 3R   | 1R   | –    | 3R   | 1R   | KF   |
| ATP Masters 1000     |    |      |      |      |      |      |      |      |
| Indian Wells         | –  | –    | –    | –    | g.t. | –    | 2R   | –    |
| Miami                | –  | –    | –    | 1R   | g.t. | –    | 1R   | KF   |
| Monte Carlo          | –  | –    | 1R   | –    | g.t. | –    | 2R   | 2R   |
| Madrid               | –  | –    | –    | –    | g.t. | –    | 1R   | 1R   |
| Rome                 | –  | –    | –    | –    | –    | 1R   | 1R   | 1R   |
| Montreal/Toronto     | –  | –    | –    | –    | g.t. | –    | 2R   | 1R   |
| Cincinnati           | –  | –    | –    | –    | –    | –    | –    | W    |
| Shanghai             | –  | –    | –    | –    | g.t. | g.t. | g.t. | KF   |
| Parijs               | –  | –    | –    | –    | –    | 1R   | –    |      |
| Olympische Spelen    |    |      |      |      |      |      |      |      |
| Olympische Spelen    | –  | g.t. | g.t. | g.t. | g.t. | 1R   | g.t. | g.t. |
| statistieken         |    |      |      |      |      |      |      |      |
| totaal aantal titels | 1  | 2    | 2    | 1    | 0    | 2    | 3    | 5    |
| eindejaarsranking    | 55 | 48   | 48   | 59   | 65   | 46   | 38   |      |